# Szczecinek (gemeente)
De gemeente Szczecinek (gmina Szczecinek) is een gemeente met 9363 inwoners (2010) in de Poolse powiat Szczecinecki in West-Pommeren. Bestuurscentrum is de stad Szczecinek, die zelf geen deel uitmaakt van de landgemeente. De gemeente beslaat een oppervlakte van 510,21 km², 28,9% van de totale oppervlakte van de powiat.
Aangrenzende gemeenten:
- Szczecinek (miejska), Barwice, Biały Bór, Borne Sulinowo en Grzmiąca (powiat Szczecinecki)
- Bobolice (powiat Koszaliński)

in Pommeren:
- Czarne (powiat Człuchowski)

in Groot-Polen:
- Okonek (powiat Złotowski)

## Demografie
De gemeente heeft 13,1% van het aantal inwoners van de powiat.

## Administratieve plaatsen (sołectwo)
Administratieve plaatsen (sołectwo) van de gemeente Szczecinek:
- Brzeźno, Dalęcino, Drawień, Drężno, Dziki, Gałowo, Grąbczyn, Gwda Mała, Gwda Wielka, Jelenino, Krągłe, Kusowo, Kwakowo, Marcelin, Mosina, Parsęcko, Sitno, Spore, Stare Wierzchowo, Świątki, Trzesieka, Turowo, Wierzchowo, Wilcze Laski, Wojnowo en Żółtnica.

## Overige plaatsen
Andrzejewo, Białe, Brodźce, Brzostowo, Buczek, Dalęcinko, Dąbrowa, Dąbrówka, Dębowo, Dębrzyna, Dobrogoszcz, Gałówko, Glinno, Glonowo, Godzimierz, Gołębiewo, Gołonóg, Grochowiska, Grąbczyński Młyn, Gwda, Jadwiżyn, Janowo, Kępno, Krasnobrzeg, Kwakówko, Letnica, Lipnica, Łabędź, Łączka, Łozinka, Łysa Góra, Malechowo, Miękowo, Myślęcin, Niedźwiady, Nizinne, Nowe Gonne, Omulna, Opoczyska, Orawka, Orłowce, Panigrodz, Parnica, Pękowo, Pietrzykowo, Pluskota, Płużyny, Siedlice, Sierszeniska, Skalno, Skotniki, Sławęcice, Sławęcin, Smolniki, Spotkanie, Strzeżysław, Świątki, Tarnina, Trzcinno, Trzebiechowo, Trzebujewo, Wągrodno, Węglewo, Wielisławice, Zamęcie, Zielonowo.